# Mustanrinnansaari
Mustanrinnansaari är en ö i Finland. Den ligger i sjön Ylä-Keyritty och i kommunen Rautavaara i den ekonomiska regionen  Nordöstra Savolax ekonomiska region  och landskapet Norra Savolax, i den centrala delen av landet, 400 km nordost om huvudstaden Helsingfors. Öns area är 0,8 hektar och dess största längd är 150 meter i sydöst-nordvästlig riktning.